# ورزشگاه دوا
ورزشگاه دوا (به انگلیسی: Deva Stadium) یک ورزشگاه در بریتانیا است که در چستر واقع شده‌است.